# Christiaan van Lennep (1887-1955)
Jhr. Christiaan (Kick) van Lennep (Hilversum, 3 januari 1887 - Montreux, 5 december 1955) was meervoudig tenniskampioen van Nederland.

## Jeugd
Van Lennep was lid van de adellijke tak van de familie Van Lennep en de jongste zoon van Christiaan van Lennep (1828-1908) en kleinzoon van schrijver Jacob van Lennep. Het gezin Van Lennep kwam in de jaren 1870 in Hilversum wonen, aan de 's-Gravelandseweg hoek Boomberglaan, waar het doopsgezinde gezin de kerk bezocht. Van Lennep jr. groeide hier op. Van Lennep sr. kocht in 1880 op een veiling een deel van het landgoed Lindenheuvel, dat wil zeggen alle percelen tussen de 's-Gravelandseweg en het Schoenmakerssteegje.
In hun tuin aan de 's-Gravelandseweg was een privé-tennisbaan. Christiaan, maar ook zijn zusjes Christine, roepnaam Kiewin, Madzy en Non en broers Roelof en August speelden veel tennis. Om niet alleen tegen elkaar te spelen gingen de kinderen vaak naar 't Melkhuisje. De Hilversumsche Lawn Tennis Club werd in huize Van Lennep opgericht.

### August
August werd in 1903 national kampioen, maar speelde ook voetbal op het grasveld van villa Vogelensang, waar zijn vriendje Blijdenstein woonde. Dat huis lag ook aan de 's-Gravenlandseweg en had een toren vanwaar je de schepen op de Zuiderzee kon zien. Hij richtte in 1889 de eerste voetbalclub op, de Hilversumsche Footballclub 't Gooi. Toen ze wat ouder waren, hielp het liberale gemeenteraadslid Geert Mesdag hun aan een eigen stukje land achter zijn villa 'Quatre Bras', maar lang bestond de club niet meer. August overleed op 25-jarige leeftijd aan een nierziekte.

## Tennis
Christiaan van Lennep werd in 1905 voor de eerste keer nationaal tenniskampioen bij het herenenkelspel. Hij deed met zijn oudste broer Roelof in 1908 aan de Olympische Zomerspelen mee. Ze eindigden op de 7de plaats. Van Lennep deed in 1924 ook aan de Olympische Zomerspelen mee.
Van Lennep en Arthur Diemer Kool speelden in 1923 in de Davis Cup in Noordwijk, waar zij het Italiaanse team versloegen. Ze deden in 1926 aan het herendubbelspel in Wimbledon mee en kwamen tot de laatste vier.

#### Nationaal kampioen herenenkelspel
Van Lennep werd zes keer nationaal kampioen in het herenenkelspel, in 1905, 1907, 1919, 1921, 1925 en 1926. 

#### Davis Cup
Hij speelde in 1920 en 1923 met Arthur Diemer Kool in het toernooi om de Davis Cup.

## Gezin en werk
Van Lennep trouwde in Burnham met Grace Mary Robinson (1885-1968), die hij in Adelboden had ontmoet toen hij daar voor een ijshockey-toernooi was. Ze gingen in de Riouwstraat 127 in de Archipelbuurt van Den Haag wonen. Van Lennep was tussen 1914 en 1923 directeur van de Bataafsche Credietbank aan de Parkstraat 10b in Den Haag.
Het echtpaar Van Lennep kreeg twee dochters: Constance (1915) en Wendela (1918). Ze gingen aan de Koninginnegracht naar de lagere school. Het gezin verhuisde eind 1920 naar Territet, aan het Meer van Genève bij Montreux, omdat dit beter voor de gezondheid van Grace zou zijn. Daar begonnen de meisjes onder leiding van hun vader met tennis.